# Заозерье (Новосельская волость)
Заозерье — деревня в Струго-Красненском районе Псковской области России. Входит в состав сельского поселения «Новосельская волость».

## География
Находится на северо-востоке региона, в южной части района, в лесной местности около озера Кебское . Произрастает ольха, берёза.
Уличная сеть не развита.

## История
Согласно Закону Псковской области от 28 февраля 2005 года  деревня Заозерье вошла в состав образованного муниципального образования Новосельская волость.

## Население
| 2001 | 2002 | 2010 | 2011 |
| ---- | ---- | ---- | ---- |
| 3    | ↗6   | ↘3   | →3   |

## Инфраструктура
Личное подсобное хозяйство.  

## Транспорт
Дорога местного значения 58К-366 из волостного центра Новоселье
.